# Бондорф им Шварцвалд
Бондорф им Шварцвалд (њем. Bonndorf im Schwarzwald) град је у њемачкој савезној држави Баден-Виртемберг. Једно је од 32 општинска средишта округа Валдсхут. Према процјени из 2010. у граду је живјело 6.935 становника. Посједује регионалну шифру (AGS) 8337022.

## Географски и демографски подаци
Бондорф им Шварцвалд се налази у савезној држави Баден-Виртемберг у округу Валдсхут. Град се налази на надморској висини од 845 метара. Површина општине износи 75,9 km². У самом граду је, према процјени из 2010. године, живјело 6.935 становника. Просјечна густина становништва износи 91 становника/km².

## Међународна сарадња
| Мјесто     | Држава    | Врста сарадње | Од    |
| ---------- | --------- | ------------- | ----- |
| Бен ле Бен | Француска | партнерство   | 1975. |
| Извор      |           |               |       |